# Bruce (Dakota Południowa)
Bruce – miasto w Stanach Zjednoczonych, w stanie Dakota Południowa, w hrabstwie Brookings.